# Народна отбрана (организация)
„Народна отбрана“ (на сръбски: Народна одбрана) е сръбска националистическа и терористична организация, създадена в 1908 година.
Насочена е срещу Австро-Унгария във връзка с анексирането от страна на последната (1908) на управляваната 30 години от нея Босна и Херцеговина, по силата на решението за това, взето от Великите сили с Берлинския договор (1878). Състои се от запасни офицери, сръбски чиновници, членове на известната организация „Черна ръка“ и други. Начело на организацията застава генерал Милорад Ристич. Окръжни поделения на организацията има в Битоля, Щип, Призрен и клонове в повечето градове и села на Шумадия и Македония.
Има за основна цел асимилирането на българското население в Източна Сърбия и Македония. В ръководството на организацията влизат Жика Лазич, генерал Милан Недич и други. Своята дейност организацията развива между двете световни войни.
През 1911 е издаден памфлет, в който организацията описва 6 главни цели:
1. Издигане и укрепване на чувството за националност.
2. Набиране и записване на доброволци.
3. Формиране на доброволчески отряди и подготовката им за военно действие.
4. Събиране на доброволни дарения.
5. Организиране, екипиране и трениране на революционен комитет за военно действие.
6. Развитие на активност за отбрана на сръбския народ.
След като Кралство Сърбия анексира Вардарска Македония, местното население е подложено на насилствена сърбизация. Всеки който не желаел да се определи като Сърбин е бил изтезаван и бит. В Скопие се намирала щаб-квартирата на централния комитет на „Народна отбрана“. Сградата се е наричала Черната къща, защото там командвали членове на тайната организация „Черната ръка“.